# Małoje Arietowo
Małoje Arietowo (ros. Малое Аретово) – wieś (ros. деревня, trb. dieriewnia) w zachodniej Rosji, w osiedlu wiejskim Titowszczinskoje rejonu diemidowskiego w obwodzie smoleńskim.

## Geografia
Miejscowość położona jest w dorzeczu Kaspli, przy drodze regionalnej 66N-0507 (Wierchnieje Chotiakowo – 66K-11 i Diemidow), 11,5 km od centrum administracyjnego osiedla wiejskiego (Titowszczina), 12 km od centrum administracyjnego rejonu (Diemidow), 74 km od stolicy obwodu (Smoleńsk), 28,5 km od granicy z Białorusią.
W granicach miejscowości znajdują się ulice: Centralnaja, Nabierieżnaja.

## Demografia
W 2010 r. miejscowość zamieszkiwały 63 osoby.

## Historia
W czasie II wojny światowej od lipca 1941 roku wieś była okupowana przez hitlerowców. Wyzwolenie nastąpiło we wrześniu 1943 roku.
Na mocy uchwały z dnia 28 maja 2015 roku wszystkie miejscowości (w tym Małoje Arietowo) zlikwidowanej jednostki administracyjnej Borodinskoje weszły w skład osiedla wiejskiego Titowszczinskoje.